# Iglesia de San Nicolás (Wismar)
La Iglesia de San Nicolás (en alemán, St. Nikolai-Kirche) es un templo situado en la ciudad de Wismar (Alemania). Fue construida en los siglos XIV y XV. Junto con las iglesias de San Jorge y Santa María, es una de las tres grandes iglesias que dominan el horizonte de la ciudad. En cuanto parte de los Centros Históricos de Stralsund y Wismar, la iglesia de San Nicolás es desde 2002 un sitio del Patrimonio de la Humanidad de la Unesco.

## Historia
La iglesia fue construido en los siglos XIV y XV como iglesia para marineros y pescadores y se encuentra en uno de los cursos de agua artificiales más antiguos de Alemania, el Grube.
Originalmente, la torre de la iglesia de San Nicolás tenía una cumbrera esbelta, que fue víctima de un huracán en 1703. El derrumbe de la torre también destruyó gran parte del mobiliario interior, que luego fue reemplazado en estilo barroco.
Tras la Segunda Guerra Mundial, a su rico mobiliario se sumaron obras de arte de las destruidas iglesias de San Jorge y Santa María. La de San Nicolás es la única de las tres grandes iglesias parroquiales de la ciudad que sobrevivió intacta al conflicto.

## Arquitectura
Su nave mide 37 m de altura y es casi tan alta como la iglesia de Santa María de Lübeck. De hecho, es la segunda nave más alta de cualquier iglesia gótica de ladrillo. Sus pórticos norte y sur recuerdan los brazos de un crucero y el hastial sur está ricamente decorado.
Del mobiliario medieval de la iglesia de San Nicolás se conservan la pila bautismal de granito de finales del siglo XIII y el altar naval realizado a principios del siglo XVI. Sin embargo, el interior se caracteriza por su mobiliario de estilo barroco.

## Galería

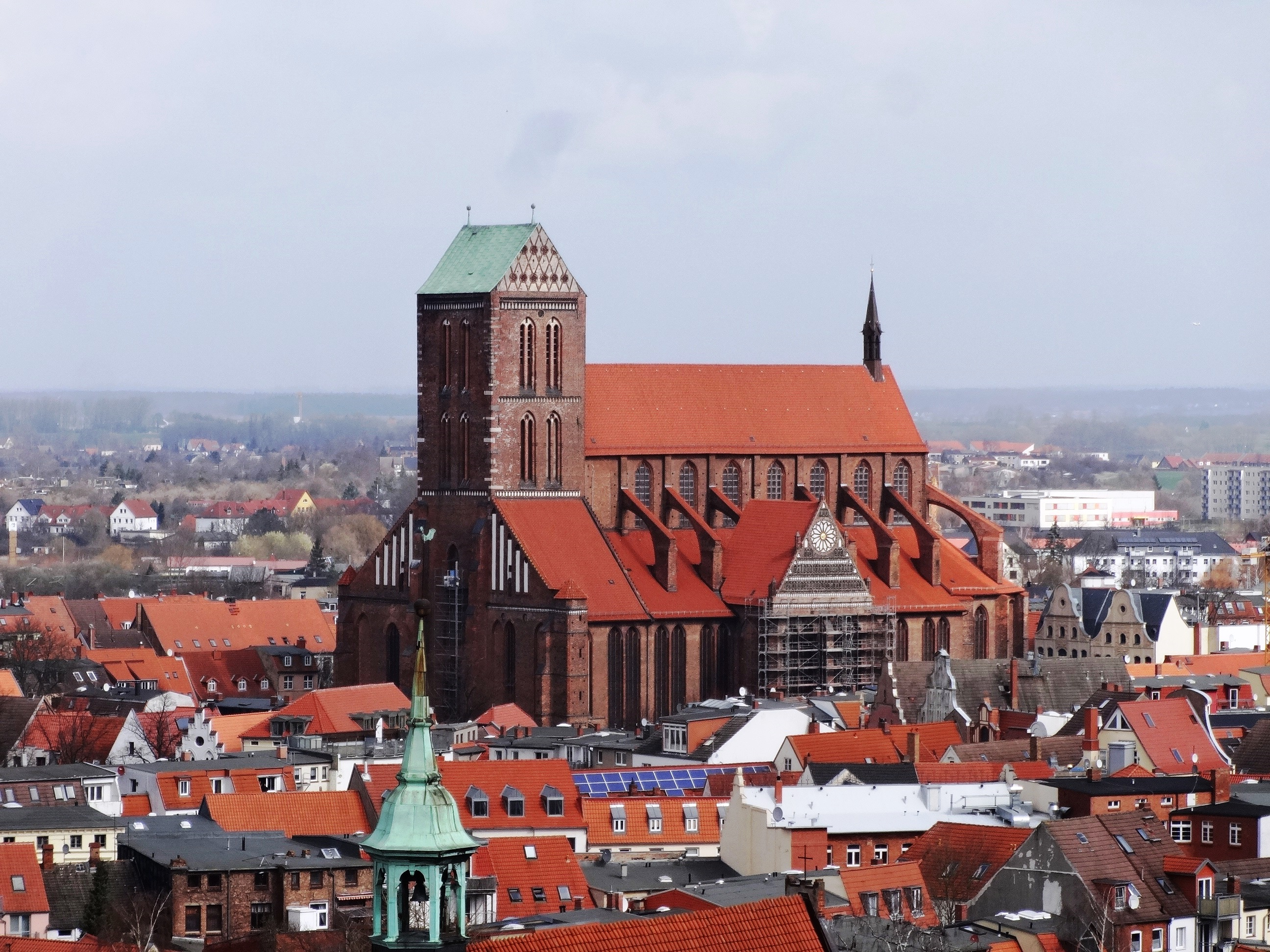
En el panorama urbano de Wismar
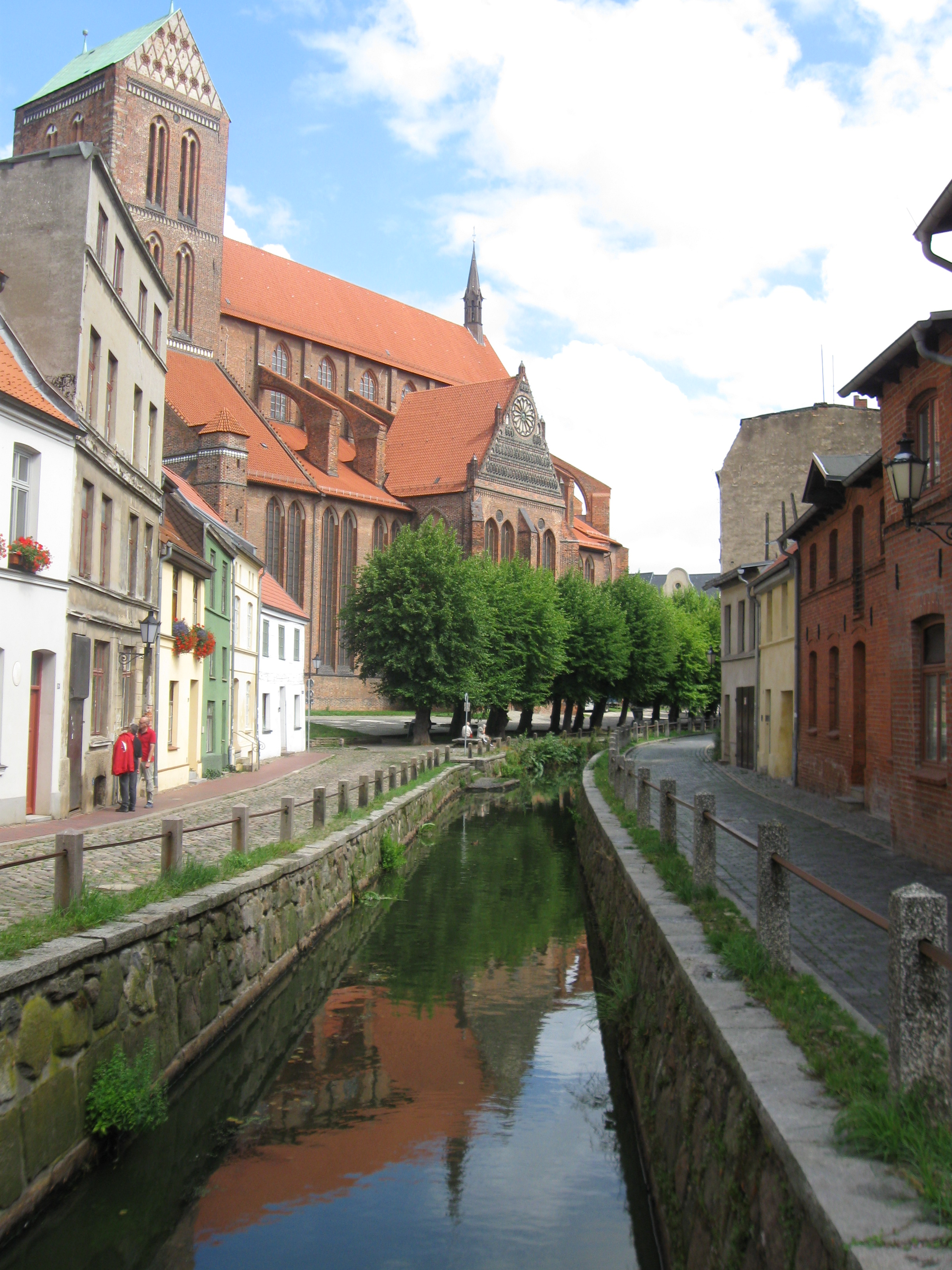
Vista desde el Grube
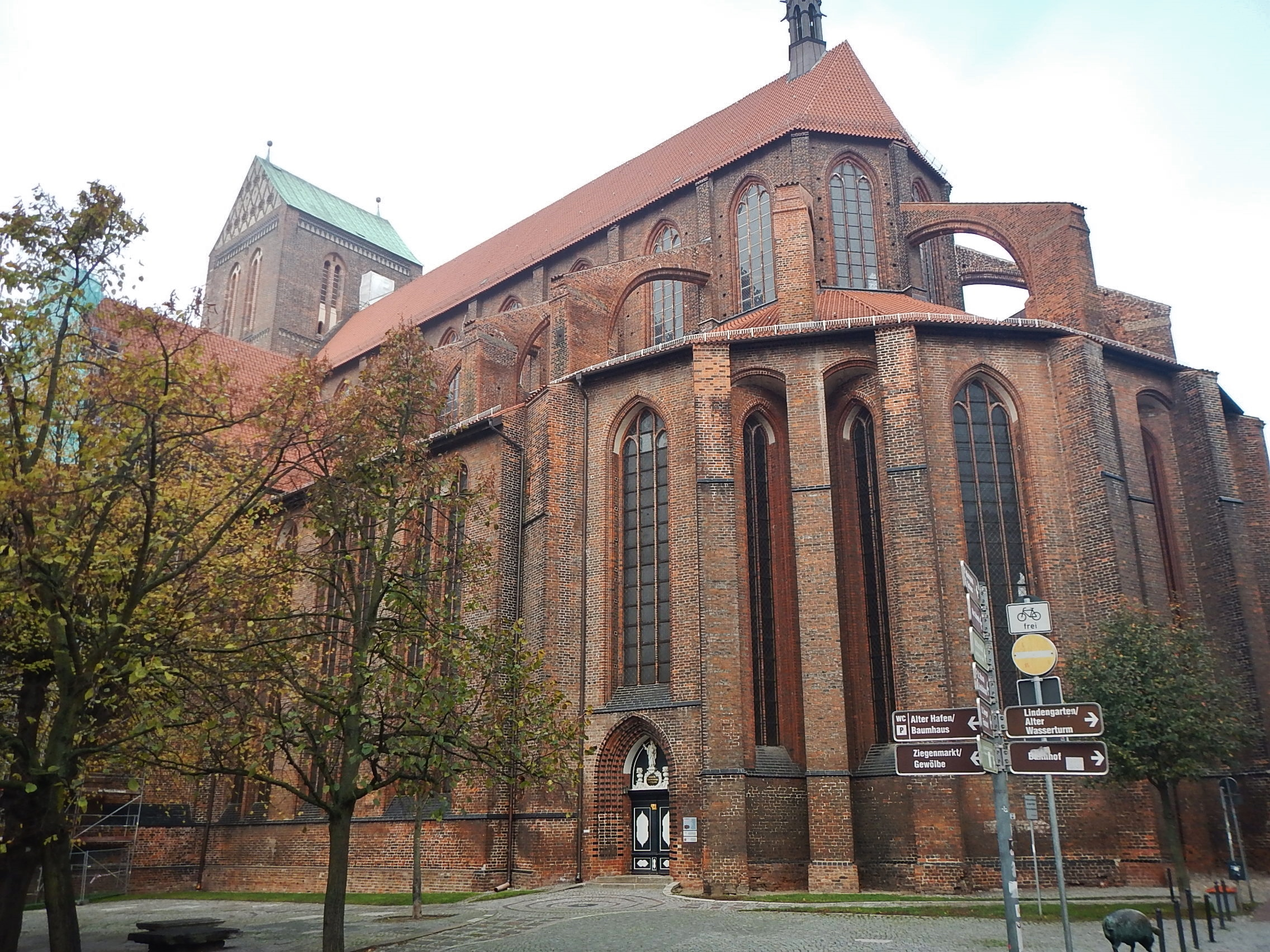
Cabecera
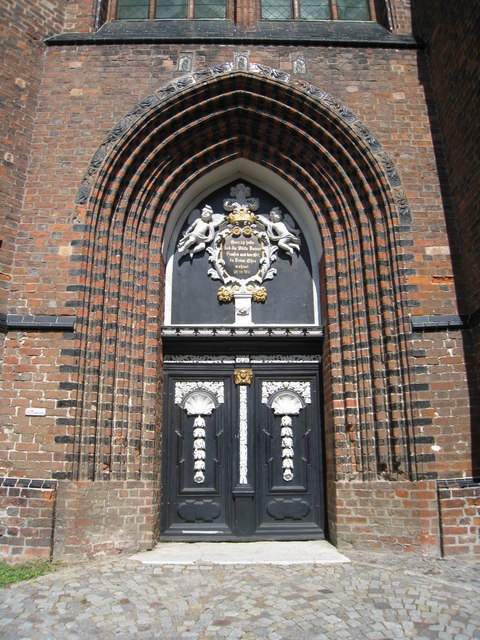
Portal
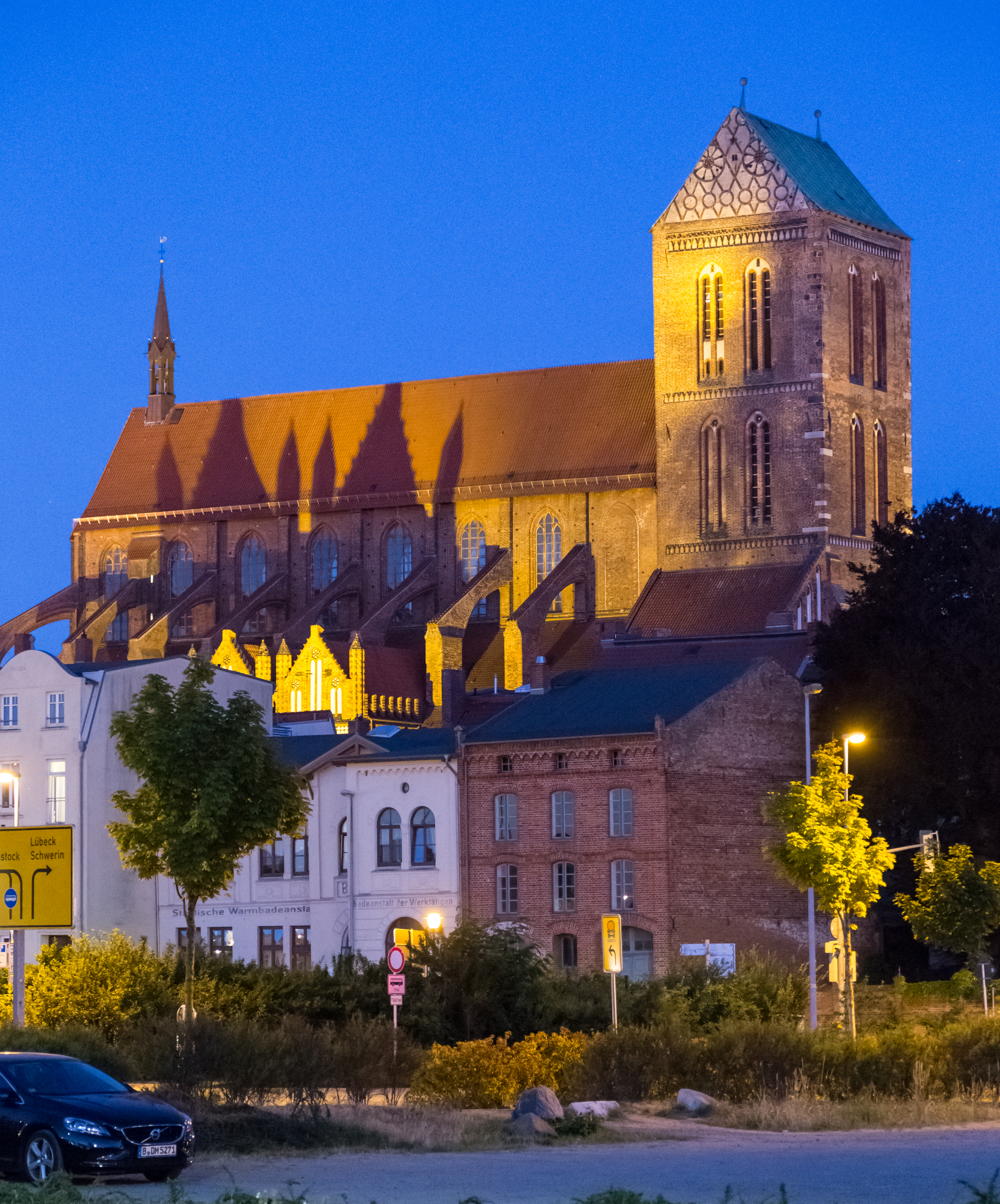
Iluminación nocturna